# Dommage environnemental
Un dommage environnemental est, pour le droit communautaire, une « modification négative mesurable d'une ressource naturelle ou une détérioration mesurable d'un service lié à des ressources naturelles, qui peut survenir de manière directe ou indirecte ».
Les ressources naturelles ainsi concernées sont les espèces et habitats naturels protégés, les eaux et les sols. Le droit de l'Union Européenne prévoit que la réparation des dommages environnementaux s'effectue selon le principe pollueur-payeur.
Le problème des dommages environnementaux est abordé dans la Constitution française au sein de sa partie Charte de l'environnement :
- dès ses considérants[2] avec l'énonciation du fait que la diversité biologique est affectée par certains modes de consommation ou de production ainsi que l'exploitation des ressources naturelles ;
- puis en instaurant un principe de prévention des dommages, appelé également principe de correction à la source ;
- et au travers du principe de réparation des dommages environnementaux (dit pollueur-payeur ou encore de responsabilité environnementale).

La loi du 8 août 2016 pour la reconquête de la biodiversité, de la nature et des paysages a introduit dans le code civil français le principe de réparation d'un préjudice écologique. Il existe donc dans le droit civil français, à côté du dommage corporel, du dommage matériel, et du dommage moral, un quatrième type de dommage : le dommage écologique. 